# Typopeltis magnificus
Typopeltis magnificus är en spindeldjursart som beskrevs av Haupt 2004. Typopeltis magnificus ingår i släktet Typopeltis och familjen Thelyphonidae. Inga underarter finns listade i Catalogue of Life.